# Savignac-Lédrier
Savignac-Lédrier é uma comuna francesa na região administrativa da Nova Aquitânia, no departamento Dordonha. Estende-se por uma área de 27,3 km². Em 2010 a comuna tinha 724 habitantes (densidade: 26,5 hab./km²).